# Идриз Ајети
Идриз Ајети (алб. Idriz Ajeti; Тупале 26. јун 1917 — Приштина, 13. фебруар 2019) био је југословенски и албански лингвиста, албанолог, професор Универзитета у Приштини и академик.

## Биографија
Рођен је 1917. године у селу Тупале у Горњој Јабланици (Медвеђа). Основну школу завршио је у Сијаринској Бањи 1930. године, а средњу школу у Скопљу 1938. Исте године уписује се на Филозофски факултет Универзитета у Загребу, на Катедру за романистику. Због избијања Другог светског рата прекида студије, али их с успехом наставља и, након завршетка рата, дипломира на Филозофском факултету у Београду 1949. године. Од 1949. до1953. био је професор албанског језика у Приштинској гимназији. На Катедри за албанологију у Београду 1953. почиње да ради као лектор и предавач, а касније и као професор (након стицања доктората 1958. године). Одбранио је докторску тезу под називом: „Историјски развитак гегијског говора Арбанаса код Задра“. Године 1960. изабран је у звање доцента, затим у звање ванредног професора и 1968. у звање редовног професора. 
Од 1968. године почиње да ради као редовни професор на Катедри за албански језик и књижевност на Филозофском факултету у Приштини. За свој рад и залагање у области науке награђен је извесним бројем награда и одликовањима, међу којима су Седмојулска награда СР Србије и Награда АВНОЈ-а.
Дијахронијско проучавање дијалеката, обрада старих језичких докумената написаних турско-арапским алфабетом и проучавање узајамних албанско-српских језичких односа су главне области научног интересовања проф. Ајетија. Од самог почетка своје научне и филолошке каријере бави се питањима савременог албанског језика. Један је од највећих ауторитета када је у питању проблематика унификације, стандаридзације и правописа албанског језика. Написао је велики број текстова за уџбенике средњих школа, као и велики број уџбеника за студенте Филолошког факултета у Приштини.
Убрзо након оснивања Филозофског факултета у Приштини (1960), покренут је научни часопис „Gjurmime albanologjike” (Албанолошка истраживања), (1962). Од 1969. до 1971. био је директор Албанолошког иститута у Приштини, у периоду 1971-1973. био је декан Филозофског факултета, а потом и ректор Универзитета у Приштини 1973—1975. Председник Академије наука и уметности Косова био је у периоду 1979-1981. и 1996-1999.

### Књиге
- Историјске одлике албанског говора Ђаковице на почетку XIX века, Рилиндја, Приштина, 1960.
- Историјски развитак гегијског говора Арбанаса код Задра, Балканолошки иститут Научног друштва БиХ, Сарајево, 1961.
- Увод у историју албанског језика, Филозофски факултет у Приштини, Катедра за албанологију, Приштина, 1963.
- Ортографија албанског језика (са Сулејманом Дринијем, Хасаном Вокшијем, Мехдијем Бардијем и Љатифом Муљакуом), Завод за издавање уџбеника Републике Србије, 1964.
- Увод у историју албанског језика (друго издање), Филозофски факултет у Приштини, Катедра за албанологију, Приштина, 1965. Историја албанског језика (Историјска морфологија), Приштина, 1969.
- Проблематика историје албанског језика, Риљиндја, Приштина, 1971.
- Студије из историје албанског језика, Академија наука и уметности Косова, Приштина, 1982.
- Историја албанског језика (Историјска морфологија), реиздање, Завод за уџбенике и наставна средства, Приштина, 1983.
- Језичке студије у области албанског језика I, Риљиндја, Приштина, 1982.
- Језичке студије у области албанског језика II, Риљиндја, Приштина, 1985, pp. 1–303.
- Језичке студије у области албанског језика III, Риљиндја, Приштина.
- Језичке студије у области албанског језика IV, Риљиндја, Приштина, 1989, pp. 5–165.
- Албанци и њихов језик, Академија наука и уметности Косова –посебна издања – 10, 1994.
- Дела 1, Академија наука и уметности Косова, Приштина, 1997.
- Дела 2 (1998),
- Дела 3 (1998),
- Дела 4 (2001),
- Дела 5 (2002),
- Ради научне истине, КАНУ, Приштина, 2006.
- Предак, „Коха“, Приштина, 2011.

### Уџбеници
- Југословенска књижевност (скрипта), Приштина, 1947.
- Читанка за 4 разред основне школе (са Стати Костарином и Јаном Ђином), Приштина, 1948.
- Из албанске књижевности (са Хасаном Вокшијем), издање издавачке куће „Мустафа Бакија“, Приштина, 1951.
- Читанка за 5. разред основне школе (са Антоном Четом), издање издавачке куће „Мустафа Бакија“, Приштина, 1954.
- Шиптарски у 30 лекција за српскохрватског читаоца (са Драгутином Мићовићем), Јединство, Приштина, 1959.

### Преводи
- Аркадиј Гајдар, Тимур и његова чета (превод са српског), издање издавачке куће „Мустафа Бакија“, Приштина, 1951.
- Из југословенске прозе (са Тајаром Хатипијем, Небиљом Динијем и Вехапом Шитом), издање издавачке куће „Мустафа Бакија“, Приштина, 1952.
- Бранко Ћопић, Доживљаји Николетине Бурсаћа (превод са српског) издање издавачке куће „Миладин Поповић“, Приштина, 1957.

### Студије и чланци
1. Најстарији писани документ на албанском језику (Мешари Ђона Бузукуа), Јета е ре, Приштина, 1950, бр. 5-6, pp. 376–382.
2. Велика година 1941, (превео Марк Краснићи), Јета е ре, Приштина, 1950, бр. 5-6, pp. 423–427.
3. Прежихов Воранц, Добра Нађа (превод са српског), Јета е ре, Приштина, бр.4, pp. 273–277.
4. Пјетер Богдани (1630—1689), Јета е ре, Приштина, 1951, бр. 1, pp. 64–74.
5. Штјефен Ђечови (1874—1929), Јета е ре, Приштина,1951, бр. 2-3, pp. 158–164.
6. Глиша Елезовић и разлике главних дијалеката албанског језика, Јета е ре, Приштина, 1951, бр. 5, pp. 321–327.
7. Осврт на употребу конјуктива, Јета е ре, Приштина, 1951, бр. 6, pp. 416–421.
8. О српскохрватско-албанском речнику Хенрика Барића, Загреб, 1950, Јета е ре, Приштина, 1951, бр. 6, pp. 446–449.
9. Михаил Шолохов: Узорана ледина (превод са српског Вехапа Шите), „Мустафа Бакија“, Приштина, 1951, pp. 365, Јета е ре, Приштина, Приштина, 1952, бр. 1, pp. 74–77.
10. Из југословенске прозе, издање издавачке куће „Мустафа Бакија“, Приштина, 1952, pp. 418, Јета е ре, Приштина, 1952, бр. 2, pp. 154–158.
11. Пред 7. јул, Јета е ре, Приштина, 1952, бр. 3, pp. 163–164.
12. Бора Станковић, Покојникова жена (превод са српског), Јета е ре, Приштина, 1952, бр.3, pp. 197–203.
13. Објашњење у вези са критиком В. Шите, Јета е ре, Приштина, 1952, бр. 3, pp. 237–238.
14. Селман Риза, Граматика српскохрватског језика, издање издавачке куће „Мустафа Бакија“, Приштина, 1952, бр. 5-6, pp. 408–410.
15. Селман Риза, Настанак албанске лингвистике, издање издавачке куће „Мустафа Бакија“, Приштина, 1952, стр, 126, Јета е ре, Приштина, 1953, бр. 2, pp. 170–175.
16. Кратка анализа развоја футура у албанском језику, Јета е ре, Приштина, 1954, бр.2, pp. 120–124.
17. Ardhi apo erdhi, Јета е ре, Приштина, 1954, бр.4, pp. 346–352.
18. Глас „л“ у арбанашким говорима Црногорске Крајине, Годишњак Балканолошког института, Сарајево, 1957, књ. I, pp. 187–193.
19. Истарско-арбанашки превод приче о изгубљеном сину, Годишњак Балканолошког института, Сарајево, 1957, књ. I, pp. 194–202.
20. О расветљавању језичке проблематике албанског језика, Перпарими, Приштина, 1957, бр.1-2, стр.
21. Назализам и ротацизам у албанском језику, Перпарими, Приштина, 1957, бр. 5, pp. 269–276.
22. Бранко Ћопић, Доживљаји Николетине Бурсаћа (превод са српског), издање изадавачке куће „Миладин Поповић“, Приштина, 1957, pp. 177.
23. Рајко Нахтигал (1877-1958 – in memoriam), Перпарими, Приштина, 1958, бр.8, pp. 471–476.
24. Да ли је посао око ортографије албанског језика завршен? Перпарими, Приштина, 1958, бр.7-8, pp. 471–476.
25. Неке личне заменице, Риљиндја 27.7.1958, pp. 8.
26. Речи са суфиксима sh (ç) и s (z), Риљиндја 14.8.1958, pp. 6.
27. О правим значењима глагола, Риљиндја 24.7.1958, pp. 7.
28. Правилно писање заменица и присвојних заменица, Риљиндја 28. 8. 1958, 7, 6.
29. О употреби објекта, Риљиндја 4.11.1958, pp. 9.
30. Sendersue apo sendorsue, Риљиндја 14.9. 1958, pp. 9.
31. Придеви, Риљиндја 25.9. 1958, pp. 7.
32. Најстарији документ на албанском језику са Косова, написан арапским алфабетом, Риљиндја 1-3. janar 1960, pp. 15.
33. Ситни етимолошки прилози, Годишњак Балканолошког института, Сарајево, 1961, књ.II, pp. 195–198.
34. П. Антон Мерло С.Ј: Кратка упута за практично и теоретично учење албанског језика. С немачког превео: др Емануел Крајинович, Летница код Косовске Витине, 1959, Годишњак Балканолошког института, Сарајево, 1961, књ. II, pp. 221–222.
35. Доситеј међу Арбанасима (поводом 150-годишњице смрти), Buletini i Entit për përparimin e shkollave të KAKM, Приштина, 1961, бр. 1-2, pp. 10–14.
36. Најстарији документ косовског арбанашког говора на арапском писму, Gjurmime Albanologjike, Приштина, 1962, бр. 1, pp. 9–73.
37. Хенрик Барић, Историја арбанашког језика, Балканолошки институт Научног друштва БиХ, Сарајево,1959, Gjurmime albanologjike, Приштина, 1962, бр. 1, pp. 281–283.
38. Eqrem Çabej, Uber einige mit z analyttende Wörter de Albanischen, Zeitschrift für Phonetik und allgemeine Sprachëissenschaft, 9/3, Берлин, 1956, pp. 203–229, Gjurmime Albanologjike, Приштина, 1962, бр. 1, pp. 283–286.
39. Етимолошки прилози, Зборник за филологију и лингвистику Матице српске, Нови Сад, 1962, IV-V, pp. 1–7.
40. О неким узајамним шиптарско-српским језичким односима, Buletin i punimeve shkencore të Fakultetit Filozofik të Prishtinës, Приштина, 1963, I, pp. 149–167.
41. Порекло неких митских и демонских назива у шиптарском, Годишњак, књ. III, Центар за балканолошка исптивања, књ.1, Сарајево, 1965, pp. 111–118.
42. Sur la substitution ct latin en albanais, Zeitschrift für Balkanologie, Wiesbaden 1965, III, pp. 1–3.
43. Прилог проучавању међусобних албанско-српских језичких односа, Gjurmime albanologjike, Приштина, 1965, бр. 2, pp. 35–56.
44. Допринос проучавања албанско-српских језичких односа, Јехона (Jehona), Скопље, 1966, бр. 5-6, pp. 3–12.
45. О језику „Дивана“ Шејха Малићија, Gjurmime albanologjike, Приштина, 1966, бр. 3, pp. 27–52.
46. Блаже Конески, Историја на македонскиот јазик, Скопље, 1965, pp. 202, Gjurmime albanologjike, Приштина, 1966, бр. 3, pp. 247–249.
47. Неки заједнички изрази албанске и српскохрватске лексике, Buletini i punimeve shkencore të Fakultetit Filozofik të Prishtinës, Приштина, 1966, III, pp. 1–7.
48. Uber einige albanisch-serbokroatische Gemeinsamkeiten und der Lexik, Zeitschrift für Balkanologie, Otto Harrassoëitz, Wiesbaden 1967, Jahrgang V, Heft 2, pp. 138–145.
49. Албанско-словенске лексичке студије, Gjurmime albanologjike, Приштина, 1968, бр. 2, pp. 35–50.
50. La présence de l’albanais dans les parlers des populations slaves de la Péninsule balkanique à la lumière de la langue et de la toponymie, Studia albanica, Тирана, 1968, бр. 2, pp. 131–136.
51. Contribution à l’étude des rapports linguistique entre l’albanais et le serbe, Actes du Premier Congres international del études balkanique et sud-est europèennes (VI Linguistique), Софија, 1968, pp. 565–572.
52. Пут унификације књижевног албанског језика, Риљиндја 18, 21. и 22. април 1968.
53. Никол Д. Газули, Нови речник (поговор), Приштина, 1968.
54. Ећрем Чабеј (Eqrem Çabej), Сингуларизована множина у албанском језику, Тирана, 1967, pp. 216, Gjurmime albanologjike, Приштина, 1968, бр. 2, pp. 259–262.
55. Claus Haelber, Gramatik der albanischen Mundart von Slamis, Otto Harrassowitz, Wisbaden 1965, f. 178, Gjurmime albanologjike, Приштина, 1968, бр. 1, pp. 244–246.
56. Martin Camaj, Albanische Wortbildung – die Bildungsëeise der älteren Nomina, Albanische Forschungen, vëll. 6, Wiesbaden 1966, Gjurmime albanologjike, Приштина, 1968, бр. 1, pp. 241–243.
57. Приказ албанског језика на једном древнијем нивоу кроз светло језика суседа (реферат), Симпозијум о Скендербегу (9-12. maj 1968. у Приштини).
58. О неким језичким одликама албанских говора на Косову, Gjurmime albanologjike, Приштина, 1969, бр. 1, pp. 156–163.
59. О неким карактеристикама албанских говора прешевског и бујановачког округа, Gjurmime albanologjike, Приштина, 1969, бр. 2, pp. 37–61.
60. Присуство албанског у дијалектима словенског становништва на Балканском полуострву кроз светло њихових језика и топонимије Друга конференција албанолошких студија, Тирана, 1969, том. III, pp. 117–121.
61. Главне језичке особености говора Албанаца прешевског и бујановачког округа, Врањански гласник, Врање, 1969, књ. V, pp. 257–275.
62. Хенрик Барић, Архив за арбанашку старину, језик и етнологију, Приштина, 1969, књ. IV, бр. 1, pp. 118 (припремљено за штаму са Хасаном Калешијем).
63. La présence de l’albanais dans les parles des populations slaves de la Péninsule balkanique à la lumière de la langue et de la toponymie, Deuxieme conference des etudes albanologique, Тирана, 1970, III, pp. 141–147.
64. Албанско-српскохрватске језичке студије, Годишњак, књ. VII, Центар за балканолошка исптивања, Сарајево, 1970, pp. 185–200.
65. Ећрем Чабеј (Eqrem Çabej), О генези албанске књижевности (реиздање), Риљиндја, 1970, pp. 67 (предговор: Неколико речи о самом делу, pp. 5–10).
66. Particularités des parlers albanais des districts de Preshevë et de Bujanovci, Studia albanica, Тирана, 1971, бр. 2, pp. 113–135.
67. О неким карактеристикама говора Албанаца прешевског и бујановачког округа, Studime filologjike, Тирана, 1971, бр. 3, pp. 65–83.
68. Врсте консоната „л“ у албанским дијалектима Крајског Бриск-Шестана, Проблем историјата албанског језика, Приштина, 1971, pp. 167–177.
69. Les types de L dans les dialectes albanais de Brisk-Shestan de Kraja, Serta slavica, Münhen 1971, pp. 1–8.
70. Записи о албанским говорима Истре, Fjala, Приштина, 1971, бр. 9, pp. 8 и 14.
71. О историјату раних албанско-словенских језичких односа, Studime filologjike, Тирана, 1972, бр. 4, pp. 83–94.
72. Contribution à l’etude de l’originé de quelques noms de lieu du Monténégro, Buletini i punimeve shkencocre i Fakultetit Filozofik të Prishtinës, IX, Приштина, 1972, pp. 59–66.
73. Петар Скок, Етимологијски рјечник хрватскога или српскога језика, Загреб, 1971 (A-J), Gjurmime albanologjike – Seria e shkencave filologjike I – 1971, Приштина, 1972, pp. 216–220.
74. Пут развоја књижевног језика на Косову (реферат), Тирана, 1972, pp. 25 (издање Организационе комисије Конгреса за правопис албанског језика – полиграфисан).
75. Пут развоја …. Flaka e vëllazërimit 10, 13 и 15. децембар 1972.
76. Пут развоја …. Риљиндја 30-31. децембар 1972, 1 и 2. јануар 1973.
77. „Момак расипник” у албанских говорима Истре, Gjurmime albanologjike – Seria e shkencave filologjike I – 1971, Приштина, 1972, pp. 7–16.
78. Pour servir à l’historie des anciens rapports linguistique albano-slaves. Studica albanica, Тирана, 1973, бр. 2, pp. 275–286.
79. Пут развоја књижевног језика на Косову, Конгрес посвећен правопису албанског језика одржан 20-25. новембра 1972, Тирана, 1973, I, pp. 265–280.
80. Пут развоја …., Studime filologjike, Тирана, 1973, бр. 1, pp. 109–117.
81. О историјату раних албанско-словенских језичких односа, Gjurmime albanologjike – Seria e shkencave filologjike II – 1972, Приштина, 1974, pp. 33–44.
82. Прилог проучавању средњовековне ономастике на територији Црне Горе, Босне и Херцеговине и Косова, Studime filologjike, Тирана, 1974, бр. 3, pp. 15–27.
83. Прилог проучавању средњевековне ономастике на територији Црне Горе, Босне и Херцеговине и Косова, Studia humanistica I, Приштина, 1974, pp. 7–18.
84. La chemin du développement littéraire de la langue albanaise dans la Kosovo, Le Congres de l’orthographe de la langue albanaise, Тирана, 1974, pp. 245–261.
85. Пут развоја албанског књижевног језика на Косову, Конгрес посвећен правопису албанског језика, Приштина, 1974, pp. 129–138.
86. О историјату албанско-словенских језичких односа, Kuvendi i studimeve ilire (Тирана, 15-20. септембар 1972), Тирана 1974 (1975), II, pp. 127–135.
87. Прилог проучавању средњевековне ономастике на територији Црне Горе, Босне и Херцеговине и Косова, Gjurmime albanologjike – Seria e Shkencave Filologjike IV – 1974, Приштина, 1975, pp. 7–20.
88. Пут развоја књижевног језика на Косову, Gjurmime albanologjike – Seria e shkencave filologjike III – 1973, Приштина, 1975, pp. 7–16.
89. Научна делатност проф. Чабеја, Gjurmime albanologjike – Seria e shkencave filologjike V – 1975, Приштина, 1976, pp. 7–25.
90. Развој албанске лингвистике у Југославији, Семинар за албанску културу за странце, 2, Приштина, 1976, pp. 23–35.
91. Неколико речи о опусу Е. Чабеја, Studime gjuhësore I (Етимолошке студије у области албанологије А-О), Приштина, 1976, стр. VII-XXII.
92. О оживљавању балканолошких језичких студија и неколико албанских позајмљеница у српскохрватским говорима, Семинар за албанску култур за странце, 3, Приштина, 1977, pp. 13–22.
93. О језику „Дивана“ Шеха Малићија, Studime gjuhësore I (Дијалектологија).
94. О неким карактеристикама говора прешевског и бујановачког округа, Studime gjuhësore I (Дијалектологија).
95. „Момак расипник” у албанским говорима Истре, Studime gjuhësore I (Дијалектологија).
96. Реч-две о изразу „đelak“, Južnoslovenski filolog, XXXIII, Београд, 1973, pp. 1135.
97. Залагања препородитеља у процесу стварања албанског књижевног језика, Научна конференција посвећена Призренској лиги, јун 1978.
98. Југословенска албанистика и неки њени проблеми, Међународни семинар албанског језика, књижевности и културе, Приштина, 1978/5, pp. 9–26).
99. Албанистика у редовима југословенских научника и њени проблеми, Годишњак Центра за балканолошка испитивања, pp. 137–147, Сарајево, 1978.
100. Raports linguistiques-albano-sudslaves (кореферат представљен на IV Међународном конгресу студија Југоисточне Европе, Анкара XIII – 8. август 1979), pp. 21.
101. Неколико запажања о главним дометима етимолошких студија у области албанског језика, Међународни семинар албанског језика, књижевности и кутлуре, Приштина, 1980, pp. 15–21.
102. Нека питања из историје арбанашког језика у светлу балканистике, Годишњак Центра за балканолошка испитивања, Сарајево, 1979. Акутелни проблеми језичке културе, Симпозијум о проблемима језичке културе, децембар 1980), Приштина, 1982.
103. О неколико албанских речи и израза у словенским јужним дијалектима, Међународни семинар албанског језика, књижевности и културе, Приштина, 1980, pp. 127–135.
104. Узајамни односи албанског језика и јужних словенских језика, предавање одржано на Универзитету у Софији 1980.
105. Допринос Холгера Педерсена проучавању историје албанског језика, Међународни семинар албанског језика, књижевности и културе, Приштина, 1980.
106. Актуелни проблеми језичке културе албанског језика, Gjurmime albanologjike - seria e shkencave filologjike XI – 1981, pp. 7–20.
107. Quelques problèmès de l’historie de l’albanais à la lumière des etudes balkaniques, Zeitchrift fur Balkanologie, bane XVII/2, 1981, 121-128.
108. О правилној употреби неких глаголских облика, часопис Gjuha shqipe, бр. 1, 1982, pp. 7–10.
109. Паралелни фонетски развој и узајамни утицаји албанских и спрскохрватских дијалеката, Међународни семинар албанског језика, књижевности и културе, Приштина, 1982, pp. 15.
110. На основу досадашњих језичких анализа осећа се потреба за синтетичким делима, Риљиндја, 1983.
111. Линије којима су се кретале студије у области алабанског језика, Риљиндја, 1983.
112. Почеци етимолошких студија у области албанологије, Међународни семинар албанског језика, књижевности и кутлуре, Приштина, 1983. Текст објављен у Југословенској енциклопедији о албанском језику (издање на српском, ћирилица, 1983).
113. Албанско-југословенски језички односи, Југословенска енциклопедија (издање на српском, ћирилица, 1983).
114. Односи албанског и других балканских језика, реферат прочитан на Научној трибини Албанолошког института, април 1984.
115. Фан С. Ноли – редак човек међу припадницима албанске интелигенције, у књизи Фан С. Ноли, поводом стогодишњице његовог рођења, Приштина, 1984, pp. 10.
116. Албански језик, Југословенска енциклопедија: 1.) Порекло албанског језика, 2.) Дијалекти; 3.) Књижевни језик
117. Кристофоридијев алфабет и језичко питање у његовом делу, Међународни семинар албанског језика, књижевности и културе, Приштина, 1984.
118. Raport de l’albanais avec les langues Balkaniques, f. 30, Zeitschrift für balkanologie – (у штампи).
119. О узајамним односима албанског и других балканских језика, Годишњак Центра за балканолошка испитивања, (у припреми за штампу), Сарајево, pp. 20.
120. Les developments parallèles phonetiques et influences reciproques des dialectes albanais et serbes de la Kosova, (Реферат прочитан на V Конгресу балканолошких студија, Београд, 12-17. септембар 1984).
121. Шта нам је донела година иза нас у области културе и науке, Риљиндја, 31.12.1984)
122. Против анархије у албанским етимолошким студијама, Риљиндја, 9. III 1985, pp. 15.
123. Настајање неких географских назива у албанском и српскохрватском језику (реферат прочитан на VI Југословенској онамастичкој конференцији, Доњи Милановац, 1985).
124. Допирнос Карла Таљавинија историјским студијама албанског језика (Секција посвећена албанском језику, књижевности и кутлури XI – 1980).
125. О неким проблемима формирања албанској језика и о покушајима злоупотребе његових резултата (реферат прочитан на научном скупу „Друштвени и историјски корени и облици испољавања албанског и других национализма у Југославији и начини њихове борбе”, Приштина, 19- 21. јун 1985).
126. О доприносу италијанске лингвистике у проучавању албанског језика – Карло Таљавини, реферат прочитан на научном скупу о албанском језику, књижевности и култури, Приштина, 1985.
127. Реч-две о достигнућима на пољу етимолошких студија албанског језика, Зборник у част Петру Скоку, Загреб, 1985, pp. 1–10.
128. Фан С. Ноли – редак човек међу припадницима албанске интелигенције, Gjuha shqipe 1/1985, pp. 5–12.
129. Стање албанолошких студија – резултати и задаци, прочитано на Научном симпозијуму Албанолошког иститута 20-21. децембра 1985.
130. Албански језик у компаративним студијама проф. Радосава Бошковића, Црногорска академија наука и уметности, Први лингвистички научни скуп у спомен на Радосава Бошковића, 1988.
131. Албански језик у контексту балканских језика ужег круга првенствено из угла албанско-словенских додирних тачака, Међународни конгрес, Варшава, 7-10. октобра 1989, у часопису Gjurmime albanologjike, seria e shkencave albanologjike, 19-1989.
132. О доприносу албанског језика у албанским етимолошким студијама, Gjurmime albanologjike, 19/1989.
133. Мишљење југословенских научника о настанку албанског језика, Gjurmime albanologjike, 20/1990.
134. Тридесет година, Gjurmime albanologjike, 22/1992, Gjurmime albanologjike, pp. 7–16, 22/1992.
135. Сами Фрашери у низу албанског језичког стваралаштва, Studime 2, 1995.
136. Шабан Демирај: Балканска лингвистика, Логос А и Катедра за албански језик и књижевност Филозофског факултета у Скопљу, 1994 (рецензија).
137. Осврт на достигнућа наших научних институција, у часопису Пена (Pena), 1995.
138. Настанак албанског народа и његовог језика, Коха диторе, 1. 4. 1997.
139. И. Ајети, XVII Међународни семинар албанског језика, књижевности и културе за странце, 1974-1990, pp. 39–42.
140. На стогодишњицу смрти Франца Миклошича – Годишњак Центра за балканолошка истраживања, књ. 28, Сарајево 1992-1997.
141. Тоскијски и дијалектаска база књижевног албанског језика, Gjuha jonë, 1-4/1997.
142. О књижевном албанском језику, Риљиндја, 17. фебруар 2001.
143. Нормативни албански језик – препрека или предност националне културе, часопис Зери, 24.2.2001.
144. Након пола века научне делатности, часопис Бота е ре, 10.VII 1997.
145. Албанско научно мишљење – сигуран ослонац политичком размишљању, часопис Бујку, 26. јул 1997.
146. Да ли албански има везе са етрурским језиком, Међународни семинар албанског језика, књижевности и културе, Приштина, 2001.
147. Дијалекатска припадност језика „Мешарија“ Ђона Бузукуа и из ког дела је превод ове књиге, Семинар за албански језик, књижевност и културу.
148. Научна конференција „Национални књижевни језик и албански свет данас“, Тирана 20-21. новембар 1992, Албанска академија наука, Институт за језик и књижевност. Махир Доми, Идриз Ајети „Национални књижевни језик и албански свет данас“ .
149. Стандардни албански језик и косовско друштво данас, са Међународне научне конференције „Стандардни албански језик и косовско друштво данас“, Тирана 11-12. новембар 2002.